# Medes

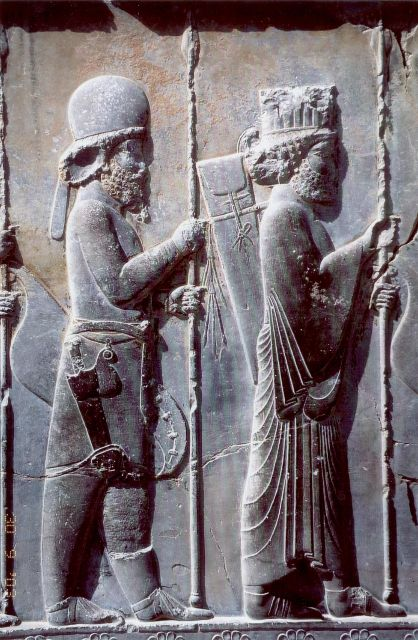
El palau d'Apadana, detall de les escales del nord. Baixos-relleus del, mostren un soldat mede vestit amb els vestits tradicionals medes darrera d'un arquer persa.

Els medes o medians (la paraula prové del Llatí clàssic Mēdus (normalment com a plural, Mēdī) del Grec antic (Àtica i Iònica) Μῆδος (xipriota ma-to-i Μᾶδοι, plural) del persa antic Māda. en hebreu: מָדַי; en persa antic: Māda-; en sànscrit: मैढ़) eren els membres d'un antic grup ètnic irànic que vivien en una zona coneguda com a Mèdia (al nord-oest de l'actual Iran i sud-est de l'actual Turquia) i parlaven una llengua llengua irànica occidental que ells anomenaven mede. La seva arribada a la regió està associada amb la primera onada de tribus àries, a partir de la fi del Mil·lenni II aC (el col·lapse de l'última edat de bronze) i fins als inicis del Mil·lenni I aC.
Entre els segles X aC i VII aC, els medes i els perses van caure sota el domini de l'Imperi Neoassiri assentat a Mesopotàmia.
Després de la caiguda de l'Imperi Assiri, entre el 616 aC i el 605 aC, es va formar un estat unit mede que, juntament amb Babilònia, Lídia i Egipte va esdevenir un dels quatre poders més importants de l'Antic Orient Pròxim. Aliats amb els perses i amb rebels babilonis, escites, caldeus i cimmeris, els medes van capturar a Nínive el 612 aC, cosa que va provocar el col·lapse de l'Imperi Neo-Assiri. Llavors els medes van poder establir el seu Regne Mede (amb la ciutat d'Ecbàtana com a capital reial) en el seu territori original (centre-oest de l'actual Iran) i de manera eventual van arribar fins al riu Kızılırmak, a Anatòlia. Cir II el Gran va conquerir el Regne Mede el 550 aC i hi va establir la dinastia iraniana, l'imperi persa aquemènida.
Uns quants jaciments arqueològics (descoberts a l'oest de l'Iran, al "Triangle Mede") i fonts escrites (dels assiris contemporanis i dels futurs grecs) ens proveeixen de documentació sobre la història i la cultura de l'estat mede. Els medes utilitzaven un equipament semblant als dels perses i el vestit comú entre ambdós és tant persa com mede. La llengua que parlaven els medes encara és totalment desconeguda, excepte uns pocs noms personals. De totes maneres, un nombre de paraules del mede encara s'utilitzen i hi ha llengües de les que s'ha traçat el seu origen des d'aquesta llengua al nord-oest de l'Iran. Els medes tenien una religió antiga iraniana (una forma de pre-zoroastrisme, mazdaisme o creença en Mitra) amb uns clergues anomenats com "Magi". Posteriorment, durant els últims reis medes, les reformes de Zoroastre van arribar a l'Iran occidental.
A més a més d'Ecbàtana (l'actual Hamedan), les altres ciutats que hi havia a Mèdia eren Laodicea (l'actual Nahavand) i la que s'ha considerat la ciutat mede més gran, Rhages (o Rayy), al sud de l'actual Teheran. Apamea era la quarta ciutat mede, situada a prop d'Ecbàtana. En períodes posteriors els medes i sobretot els soldats medes foren identificats i retratats en jaciments arqueològics perses com Persèpolis, on són mostrats com els que tenien un rol dominat i una gran presència en l'exèrcit de la dinastia Aquemènida de l'Imperi Persa.
Segons les Històries d'Heròdot, hi havia sis tribus medes: Així, Deioces va agrupar els medes en una nació única i els va governar a tots com una sola. Aquestes tribus eren els busae, els paretaceni, els struchates, els arizanti, els budii i els magi.
Les sis tribus medes vivien a la zona pròpia de la Mèdia, el triangle entre les ciutats d'Ecbàtana, Rhagae i Aspadana, al centre de l'actual Iran (entre Teheran, Esfahan i Hamadan). De les tribus medes, els "magi" vivien a Rhaga, l'actual Teheran. Era un tipus de casta sagrada que governava sobre les necessitats espirituals dels medes. La tribu dels "paretaceni" vivien al voltant d'Aspadana, l'actual Esfahan, els "Arizanti" vivien al voltant de Kashan i els "busae" vivien al voltant d'Ecbàtana (l'actual Hamadan). Els "Struchates" i els "Budii" vivien en poblats dins del Triangle Mede.

## Etimologia
La font original per a les diferents paraules que s'han utilitzat per anomenar els medes, la seva llengua i el seu territori ha estat directament transmesa des de l'iranià antic amb el nom del persa antic "Māda-" (sing. masc.). El significat d'aquesta paraula no ha estat establert de manera exacta. El lingüista i orientalista polonès Wojciech Skalmowski proposà una relació amb el mot del proto-indeoeuropeu "med(h)-", que significa "central, situat al mig" que en l'índic antic es diu "madhya-", en l'iranià antic, "maidiia-", ambdós amb el mateix significat i ha passat al llatí medium, grec antic méso i alemany, mittel.
Els medes són mencionats amb aquest nom en molts textos antics. Segons les Històries d'Heròdot:"Els medes foren anomenats a l'antiguitat per tots els pobles aris però quan Medea, la Còlquida va arribar a la seva zona des d'Atenes, van canviar el seu nom, tal com indiquen ells mateixos."

## Geografia històrica de Mèdia
La zona original dels medes era l'oest de l'actual Iran que s'ha anomenat posteriorment com "Mèdia". A finals del Mil·lenni II aC, les tribus medes van emergir a la regió)una de les moltes tribus iranianes que hi havia) que posteriorment s'anomenaria Mèdia. Aquestes tribus van expandir el seu control per damunt de grans àrees i durant un període de diversos centenars d'anys les seves fronteres van canviar.

### Evidències arqueològiques

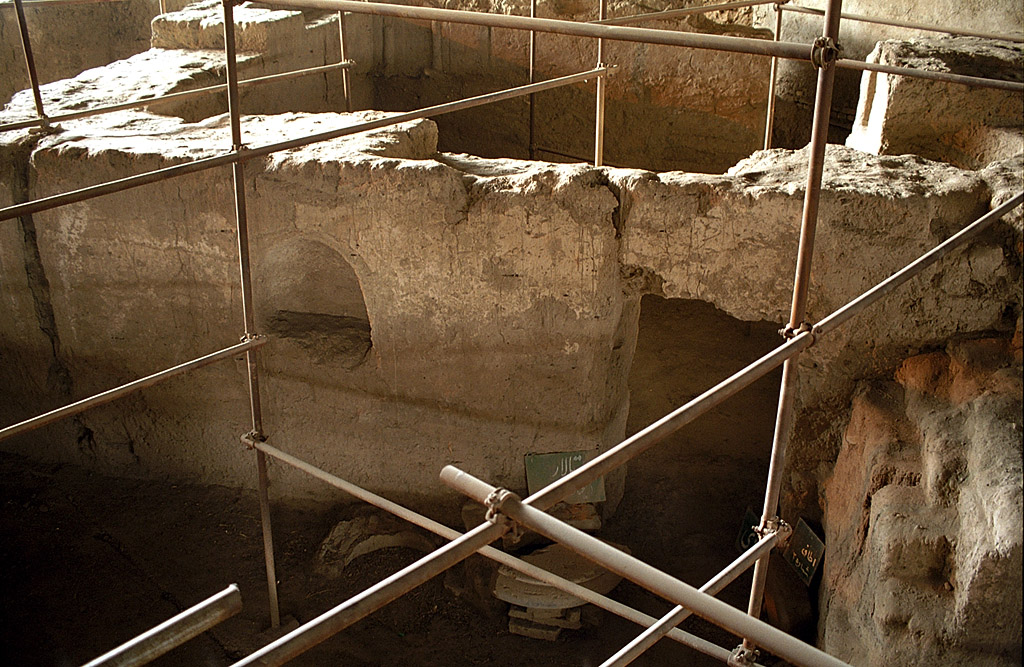
Excavació a l'antiga Ecbatane, Hamadan, Iran

## Caiguda de l'Imperi

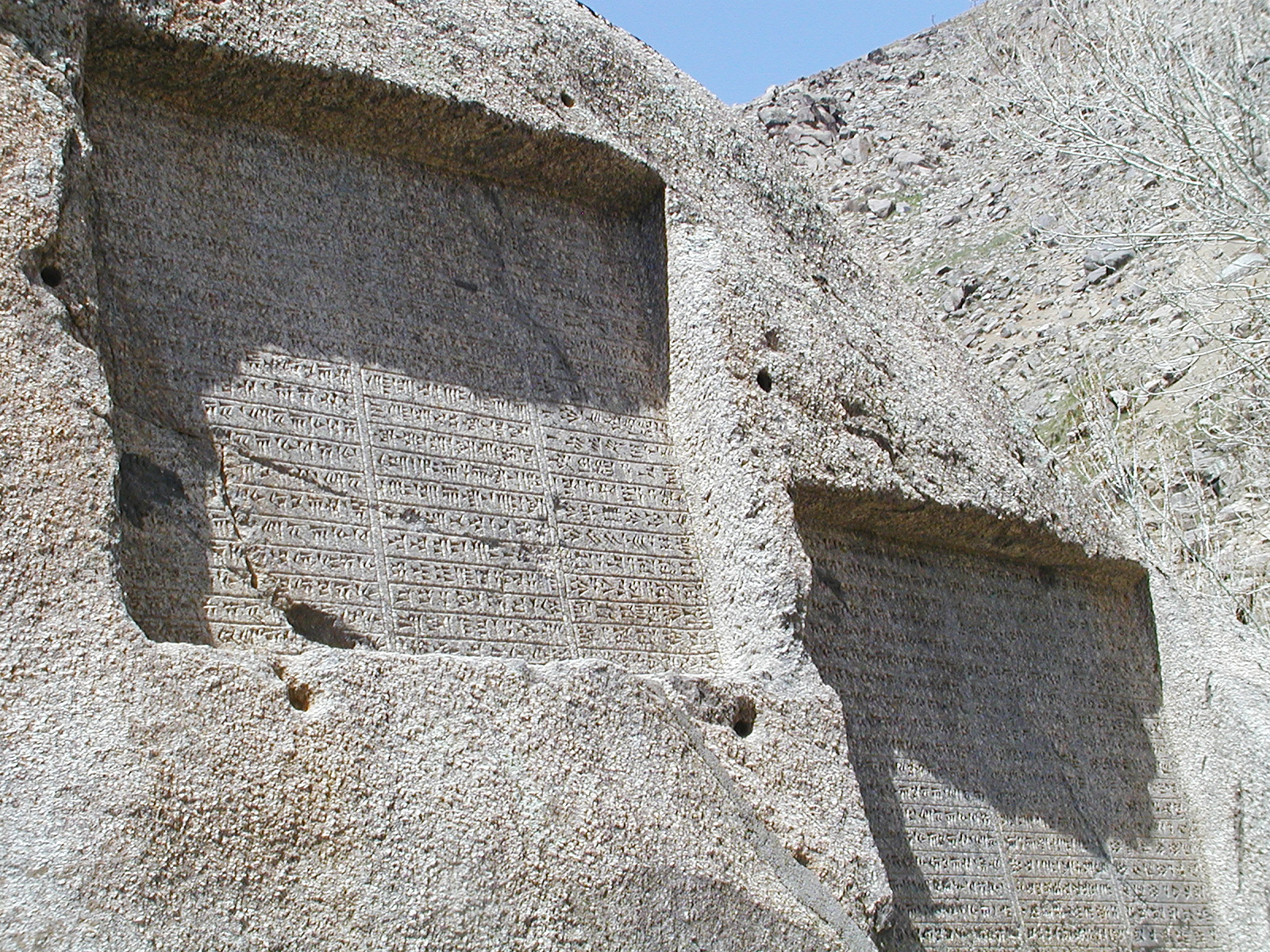
El Ganj Nameh (lit.: Epístola tresor) a Ecbàtana. Les inscripcions són de Darius I i el seu fill Xerxes I

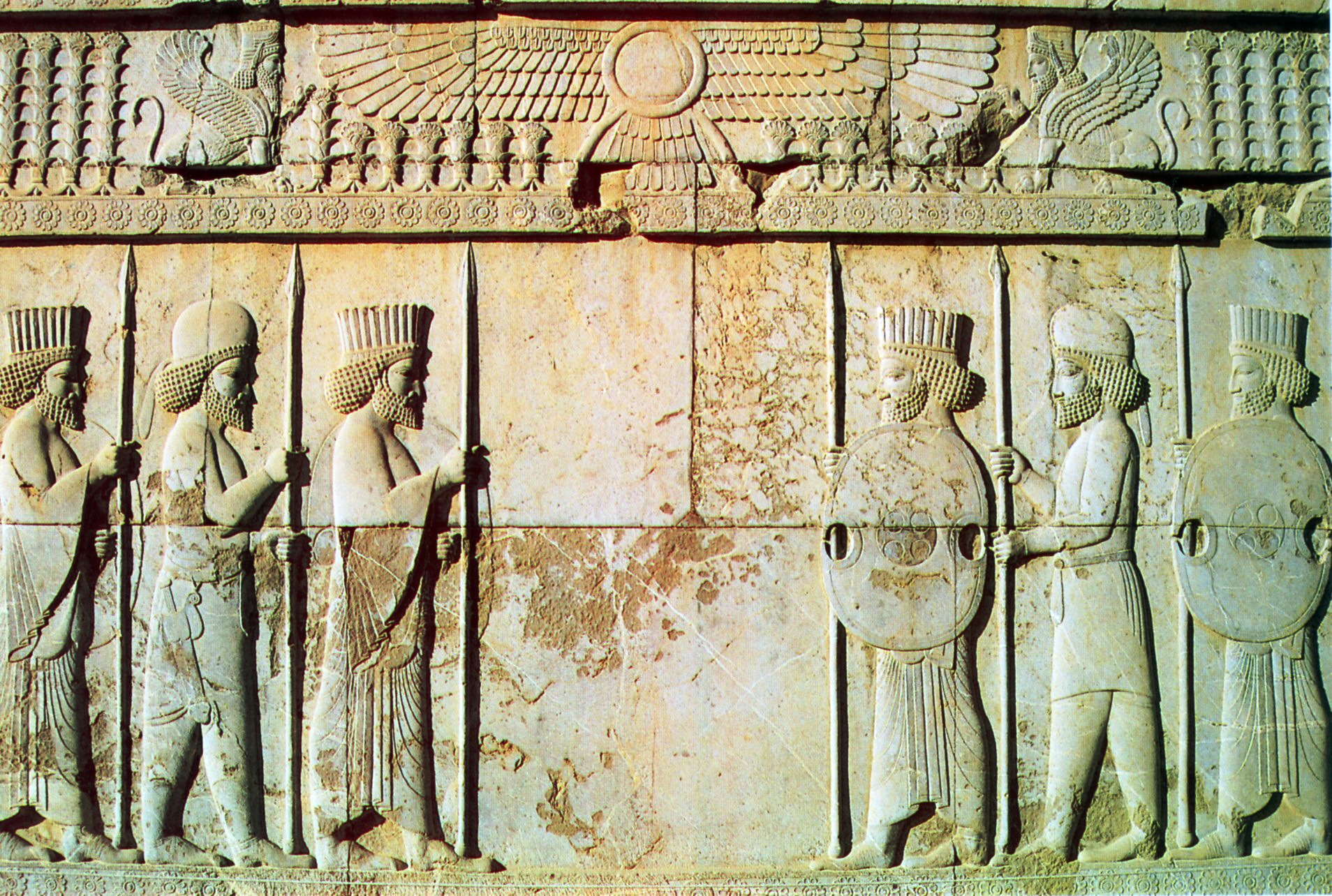
Apadana Hall, talla del segle V aC arquers perses i soldats medis amb vestits tradicionals (Els medes porten barrets rodons i botes)